# Марини, Пьеро
Пьеро Марини (итал. Piero Marini; род. 13 января 1942, Вальверде, королевство Италия) — ватиканский прелат и куриальный сановник. Титулярный епископ Мартирано с 14 февраля 1998 по 29 сентября 2003. Титулярный архиепископ с 29 сентября 2003. Папский Обер-Церемониймейстер папы римского Бенедикта XVI и его предшественника Иоанна Павла II, пост, который он занимал с 17 февраля 1987 по 1 октября 2007. Председатель Папского Комитета по Международным Евхаристическим Конгрессам с 1 октября 2007 по 13 сентября 2021.

## Ранние годы
Родился в Вальверде, Италия 13 января 1942 года. Был посвящён в священники Римско-католической церкви 27 июня 1965 года. Получил докторскую степень в литургии от бенедиктинского колледжа Сант-Ансельмо.
Марини, начинал как личный секретарь архиепископа Аннибале Буньини в 1975 году — противоречивого главного архитектора литургических реформ, которые последовали за Вторым Ватиканским Собором.

## Обер-церемониймейстер Папского Двора
С 1987 года, Марини был Обер-церемониймейстером папских литургических церемоний, человеком, который появляется при Папе при каждом праздновании.
Он был назначен епископом Мартирано 14 февраля 1998 года и посвящён в епископа 19 марта того же года. 29 сентября 2003 года он был назначен титулярным архиепископом Мартирано.
Инновационный подход архиепископа Марини к папским церемониям иногда делал его, центром критики и слухи о его предстоящей отставки циркулировали регулярно начиная с избрания папы римского Бенедикта XVI и что он будет назначен на какую-либо итальянскую епархию.
1 октября 2007 года архиепископ Пьеро Марини, возглавлявший Службу Папских Литургических Церемоний Римской курии в течение 20 лет, переведен на должность председателя Папского Комитета по Международным Евхаристическим Конгрессам. Этот орган имеет своей задачей, по словам апостольской конституции Pastor Bonus, «создания все более возвещать, любить и служить, Господу нашему Иисусу Христу в Его Евхаристической Тайне, как центру жизни Церкви и Её миссии по спасению мира через проведение Международных евхаристических конгрессов».
Его сменил однофамилец — монсеньор Гвидо Марини, до сих пор являвшийся канцлером Генуэзской епархии.
Некоторые предположили, что время отправления Марини в отставку может быть связано с решением Папы Бенедикта XVI о либерализации разрешения служить Тридентскую мессу по миссалу 1962 года. Этот документ сказал Марини, "не намерен вносить изменения в текущий Римский миссал, ни выражать отрицательное суждение о литургической реформе желаемого Собора ", и что это был «жест на службе Единству».

## Председатель Папского комитета по международным евхаристическим конгрессам
Марини был назначен членом Конгрегации богослужения и дисциплины таинств. В ночь с 30 и 31 октября 2016 года, он перенес инсульт. Его состояние, как сообщается, неустойчиво, и он находится под пристальным наблюдением.
13 сентября 2021 года Марини покинул пост председателя Папского комитета по международным евхаристическим конгрессам.

## Оценка деятельности
Покидающего свой пост папского церемониймейстера часто называли «литургистом века» — действительно, он лично организовывал большую часть богослужений Иоанна Павла II, а также его похороны и проведение Конклава, на котором был избран Бенедикт XVI. Именно архиепископ Марини, как папский обер-церемониймейстер, возгласил фразу «Extra omnes», предписывающей покинуть Сикстинскую капеллу всем не участвующим в Конклаве.
В то же время у Пьеро Марини было немало критиков — многие в Католической церкви считали чрезмерным его увлечение разнообразными этническими ритуалами, которые он любил вставлять в богослужения. Так, в октябре 2003 года, в ходе канонизации трех миссионеров, в мессу были включены африканские и индейские танцы. Это вызвало протест со стороны префекта Конгрегации богослужения и дисциплины таинств кардинала Фрэнсиса Аринзе. Этот иерарх — сам уроженец Нигерии — осудил «бесконтрольную креативность» и «чересчур богатое воображение», не соответствующие подлинному духу инкультурации.
С другой стороны, архиепископу Марини ставили в вину пренебрежительное отношение к древним традициям — например, к григорианским хоралам. Одним из постоянных критиков церемониймейстера-новатора был кардинал Йозеф Ратцингер, но практически все его инициативы получали одобрение Иоанна Павла II.